# Sokrates półpies
Sokrates półpies (Tytuł oryginału: Socrate le demi-chien) – francuska seria komiksowa autorstwa Joanna Sfara (scenariusz) i Christophe'a Blaina (rysunki), opublikowana w trzech tomach w latach 2002–2009 przez wydawnictwo Dargaud. Po polsku cały cykl ukazał się nakładem Wydawnictwa Komiksowego w jednym zbiorczym albumie 2015.

## Fabuła
Jest to filozoficzno-humorystyczna opowieść o Sokratesie – psie, który towarzyszy bohaterom greckich mitów w ich wędrówce po świecie. Zwierzę należy do Heraklesa, półboga i syna Zeusa, dlatego Sokratesowi wydaje się, że jest półpsem. Prowadzi on filozoficzne dysputy z napotkanymi postaciami, udowadniając swoją intelektualną przewagę nad rozmówcami.

## Tomy
| Tom | Tytuł i rok wydania polskiego | Tytuł i rok wydania oryginalnego | Uwagi                                                                                        |
| --- | ----------------------------- | -------------------------------- | -------------------------------------------------------------------------------------------- |
| 1   | Herakles (2015)               | Héraclès (2002)                  | Po polsku wszystkie tomy ukazały się w 2015 w jednym albumie zbiorczym pt. Sokrates półpies. |
| 2   | Ulisses (2015)                | Ulysse (2004)                    | Po polsku wszystkie tomy ukazały się w 2015 w jednym albumie zbiorczym pt. Sokrates półpies. |
| 3   | Edyp w Koryncie (2015)        | Œdipe à Corinthe (2009)          | Po polsku wszystkie tomy ukazały się w 2015 w jednym albumie zbiorczym pt. Sokrates półpies. |